# Ku Dobru!
Ku Dobru! – album koncertowy zespołu Stare Dobre Małżeństwo wydany w 2023. Nagrania zarejestrowano podczas koncertu 14 sierpnia 2022 w Schronisku Aniołów (Majdan k. Cisnej, teren Bieszczadzkiej Kolejki Leśnej).
To drugi album polskiego zespołu wydany w 4K na nośniku UHD Bluray i drugi który został wydany z dźwiękiem True-HD Dolby Atmos. 

## Lista utworów

### Wydanie 2xCD[3]

#### CD1
1. Dokąd idziesz? Do słońca!
2. Jak
3. Wędrówką życie jest człowieka
4. Kim właściwie była ta piękna pani?
5. Nie brookliński most
6. Zawieja w Michigan
7. Gdziekolwiek
8. Z rozkazu serca, ognia, powietrza i wody
9. Gloria
10. Bieszczadzkie anioły
11. Bejdak
12. Schronisko Aniołów
13. Wiem

#### CD2
1. Studniówka 1981
2. Z nim będziesz szczęśliwsza
3. Jest już za późno, nie jest za późno
4. Nie rozdziobią nas kruki
5. Opadły mgły, wstaje nowy dzień
6. Czarny blues o czwartej nad ranem
7. Czas udręki
8. Studniówka 2021
9. Piosenka dla piosenki
10. Tymbark
11. Leluchów
12. Bieszczadzkie anioły – repryza

### Wydanie 2xDVD[4]

#### DVD1: Ku Dobru! Koncert w Schronisku Aniołów, Bieszczady 2022
1. Dokąd idziesz? Do słońca!
2. Jak
3. Wędrówką życie jest człowieka
4. Kim właściwie była ta piękna pani?
5. Nie brookliński most
6. Zawieja w Michigan
7. Gdziekolwiek
8. Z rozkazu serca, ognia, powietrza i wody
9. Gloria
10. Bieszczadzkie anioły
11. Bejdak
12. Schronisko Aniołów
13. Wiem
14. Studniówka 1981
15. Z nim będziesz szczęśliwsza
16. Jest już za późno, nie jest za późno
17. Nie rozdziobią nas kruki
18. Opadły mgły, wstaje nowy dzień
19. Czarny blues o czwartej nad ranem
20. Czas udręki
21. Studniówka 2021
22. Piosenka dla piosenki
23. Tymbark
24. Leluchów
25. Bieszczadzkie anioły – repryza

#### DVD2: Dodatki
1. Iluminacja: Krzysztof Myszkowski –  wywiad z samym sobą

### Wydanie UHD Blu-ray + Blu-ray[5]
1. Dokąd idziesz? Do słońca!
2. Jak
3. Wędrówką życie jest człowieka
4. Kim właściwie była ta piękna pani?
5. Nie brookliński most
6. Zawieja w Michigan
7. Gdziekolwiek
8. Z rozkazu serca, ognia, powietrza i wody
9. Gloria
10. Bieszczadzkie anioły
11. Bejdak
12. Schronisko Aniołów
13. Wiem
14. Studniówka 1981
15. Z nim będziesz szczęśliwsza
16. Jest już za późno, nie jest za późno
17. Nie rozdziobią nas kruki
18. Opadły mgły, wstaje nowy dzień
19. Czarny blues o czwartej nad ranem
20. Czas udręki
21. Studniówka 2021
22. Piosenka dla piosenki
23. Tymbark
24. Leluchów
25. Bieszczadzkie anioły – repryza

Dodatki:
1. Iluminacja: Krzysztof Myszkowski –  wywiad z samym sobą

### Wydanie 3xLP[6]

#### LP 1:

##### STRONA A
1. Dokąd idziesz? Do słońca!
2. Jak
3. Wędrówką życie jest człowieka
4. Kim właściwie była ta piękna pani?

##### STRONA B
1. Nie brookliński most
2. Zawieja w Michigan
3. Gdziekolwiek
4. Z rozkazu serca, ognia, powietrza i wody

#### LP 2:

##### STRONA C
1. Gloria
2. Bieszczadzkie anioły
3. Bejdak
4. Schronisko Aniołów

#### STRONA D
1. Wiem
2. Studniówka 1981
3. Z nim będziesz szczęśliwsza
4. Jest już za późno, nie jest za późno

#### LP 3

##### STRONA E
1. Nie rozdziobią nas kruki
2. Opadły mgły, wstaje nowy dzień
3. Czarny blues o czwartej nad ranem
4. Czas udręki
5. Studniówka 2021

##### STRONA F
1. Piosenka dla piosenki
2. Tymbark
3. Leluchów
4. Bieszczadzkie anioły (repryza)